# Клонове на Илинденската организация
Клоновете на Илинденската организация в Царство България са множество дружества, част от организационната структура. Към 1924 година Илинденската организация има 76 дружества извън София с около 5-6 000 души членска маса.

## Варна и околията
Родолюбивото културно-просветно взаимоспомагателно и благотворително дружество „Илинден“ – Варна е основано на 19 юни 1922 година на общо събрание в града. През 1923 година се включва в учредителния конгрес на Илинденската организация. Организира и обединява бежанците във Варненско от Тракия и Македония, участници в Илинденско-Преображенското въстание. На 10 август 1947 година на общо събрание на дружеството е гласувано неговото разпускане. В ликвидационния комитет влизат Атанас Пировски – председател, Христо Цеков – подпредседател и Атанас Кършаков – член. Документацията на организацията е предадена на новообразуваното Македонско културно-просветно дружество „Гоце Делчев“ във Варна. Към 1931 година делегат от братството на конгреса е Младен Петров, в 1933 година това е К. Сараилиев, а в 1934 година е Христо Настев.

## Видин
Дългогодишен ръководител на Илинденското дружество в града е Никола Киров – Майски.

## Горноджумайска околия
През 1931 година делегат от Горна Джумая е Трайко Паланкалиев, в 1933 година това е Ичко Бойчев,, В 1931 година делегати от Свети Врач са Никола Киров и  Христо Танушев, а след него е Александър Развигоров с подгласник В. Трифонов, В 1931 година от Петрич делегат е Антон Кецкаров, а след това Христо Попниколов, Т. Станков в Склаве.

## Дупница и околията
Дружеството в град Дупница е учредено на 31 август 1922 година, като на общо събрание е избрано настоятелство в състав Петър Бабамов – председател, Панайот Панайотов – подпредседател, съветници са Димитър Жеков и Христо Шуманов, а в контролната комисия влизат свещеник Сава Теофилов и Никола Малешевски. На 4 декември 1922 година в Бобошево е образувано дружество с председател Дамян Попвасилев, секретар-деловодител Димитър Лишков, касиер – Георги Лехов и съветници Михаил Топузов и Константин Николчев. В края на декември 1922 година от София пристига Христо Божков от централното дружество, който провежда срещи с двете ръководства. На 4 януари 1923 година в Мурсалево е избрано ръководство на местното дружество: Стоиша Атанасов – председател, Стоил Недокланов – секретар-деловодител, Стоян Медарски – касиер, Янаки Недокланов и Стоил Дешев – съветници. На 9 януари е учредено дружество и във Фролош, в което влизат Петър Янков – председател, Панайот Нешев – секретар-деловодител, Илия Шипочки – касиер, Иван Стойков и Коте Лудачки са съветници. На 15 април 1923 година в Дупница е свикан протестен митинг от Дупнишкото македонско братство и местните Илинденски организации срещу извършеното в Кралство СХС Гарванско клане и подписването на Нишкото споразумение от страна на правителството на БЗНС.

## Кюстендил и околията
Кюстендилското дружество „Илинден“ е основано през 1920 година. Провежда редица културно-просветни инициативи и в резултат в околията се създават негови клонове. Закрито е през май 1923 година от властта на БЗНС, но през 1924 година е възстановено. Прекъсва дейността си от 1928 до 28 февруари 1943 година. Продължава дейността си до 1949 година, когато е включено в Кюстендилското македоно-одринско опълченско дружество.
През 1931 година делегат от дружеството на общия конгрес е Спиро Карамфилов, в 1933 година делегати на братството на общия организационен конгрес са Хаджимишев и Страшимир Каранов, а 1936 година такъв е Страшимир Каранов.

## Плевен
Плевенското дружество „Илинден“ е основано през септември 1922 година от протойерей Димитър Ташев, който е принуден да напусне поста си през октомври 1924 година. Причина за това е конфликт с централното ръководство на Илинденската организация, която го обвинява в пиянство, комар и разхищение на пари, които е събирал като архиерейски наместник. Изключен е от дружеството през 1926 година и това е обявено чрез специална брошура. През 1931 година делегат от дружеството на общия конгрес е Траян Конов. По-късно председател на дружеството е М. Пасков.

## Пловдив и околията
Дългогодишен председател на татарпазарджишкия клон на организацията е Петър Ацев, а след това на пловдивския, а след него Киряк Шкуртов.

## Шумен и околията
Шуменският клон на Илинденската организация е основан на 1 август 1922 година от Йордан Тренков, Манче Дръндарев, Никола Плевнелиев, Яне Караянев и Коста Груев. Започва активна дейност от 26 ноември 1922 година с 26 души членска маса. На 10 януари 1943 година в ръководството влизат Йордан Тренков – председател, Александър Кавалджиев – секретар, Злати Христов – касиер, а в контролната комисия са Иван Апостолов, Анастас Капитанов и Кузман Манякски. Организацията разполага със собствен печат „Дружество „Илинден“ – Шумен“. Закрито е през 1949 година.